# Альмандин
Альманди́н — типовий мінерал кристалічних сланців, які містять гранат і утворилися при регіональному метаморфізмі глинистих порід. Залізисто-алюмініїстий силікат острівної будови.

## Загальний опис
Склад: Fe2(3)+Al2[SiO4]3. Містить (%): FeO — 43,3; Al2О3 — 20,5; SiO2 — 36,2.
Сингонія кубічна. Спайність недосконала. Густина 3,8-4,3. Твердість 7,0-7,5.
Забарвлення фіолетово-червоне, рідше темно-коричневе, густо-червоне. Злам нерівний. Зустрічається також у пегматитах, інколи в гранітах. Розмір кристалів від 5-6 мм до 5 см. Прозорі кристали альмандину — коштовні камені IV порядку, а дрібнозернисті виділення і непрозорі відміни використовують як абразивну сировину.

## Колір
Альмандин добувають з фіолетовими, інтенсивно-червоними і коричнево-червоними відтінками. Колір каменя створюється завдяки суміші заліза. Якщо в складі буде хром, то спостерігатиметься світловий ефект, як у олександрита.

## Імітації
Частіше за все альмандини видають за страси — грановане скло фіолетово-червоного кольору. Відрізнити підробку можливо, якщо розгледіти камінь під десятикратною лупою. Оскільки альмандинам, як й іншим червоним гранатам, властива наявність багатьох дефектів і включень в структурі, то їхня відсутність вказує на імітацію мінералу.
Від рубінів та червоної шпінелі альмандин відрізняється меншою твердістю. Шматочок топаза, якщо ним провести по поверхні альмандина, залишить подряпину, а на рубіні та шпінелі — ні, оскільки топаз твердіший альмандина, але м'якший за шпінель.

## Різновиди
Розрізняють:
- альмандин ітріїстий (відміна альмандину, яка містить до 2,6 % ітрію i торію);
- альмандин марганцевистий (відміна альмандину, яка містить марганцю менше за залізо);
- альмандин-піроп (алюмініїстий гранат заліза й магнію (Fe, Mg)3Al2[SiO4]3; склад і властивості змінюються від залізистого різновиду — альмандину до магніїстого — піропу);
- альмандин-спесартин (алюмініїстий гранат заліза і марганцю (Fe, Mn)3Al2[SiO4]3; склад і властивості змінюються від залізистого різновиду — альмандину до марганцевистого — спесартину).

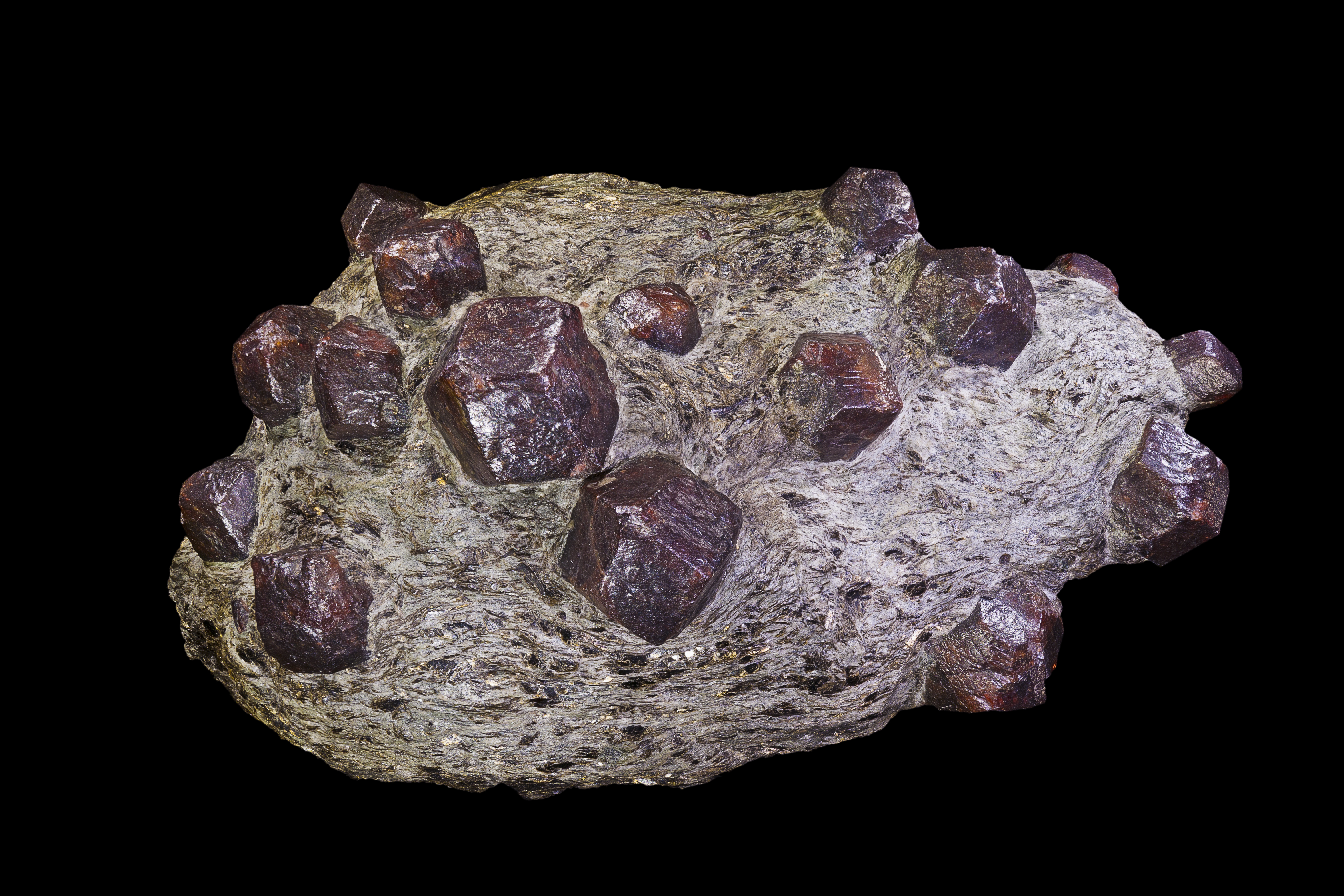
border
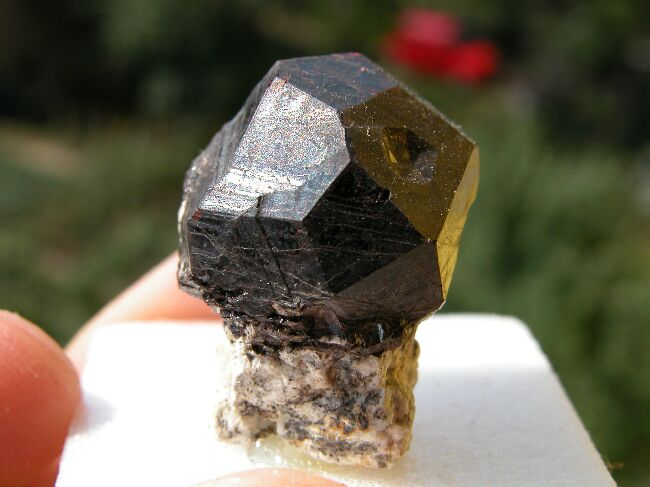
Мадагаскарський
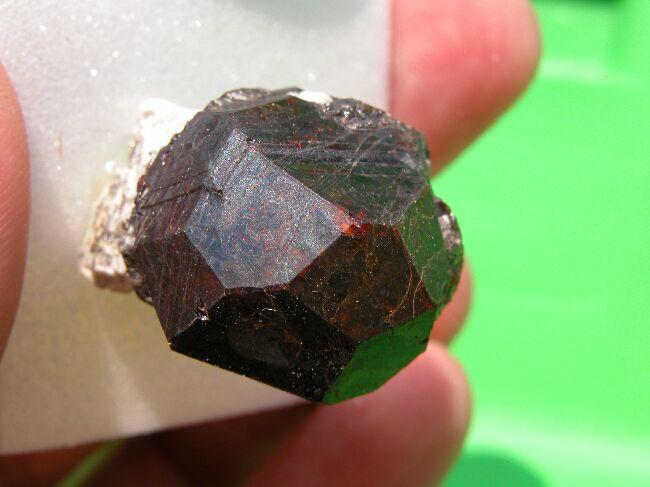
Мадагаскарський
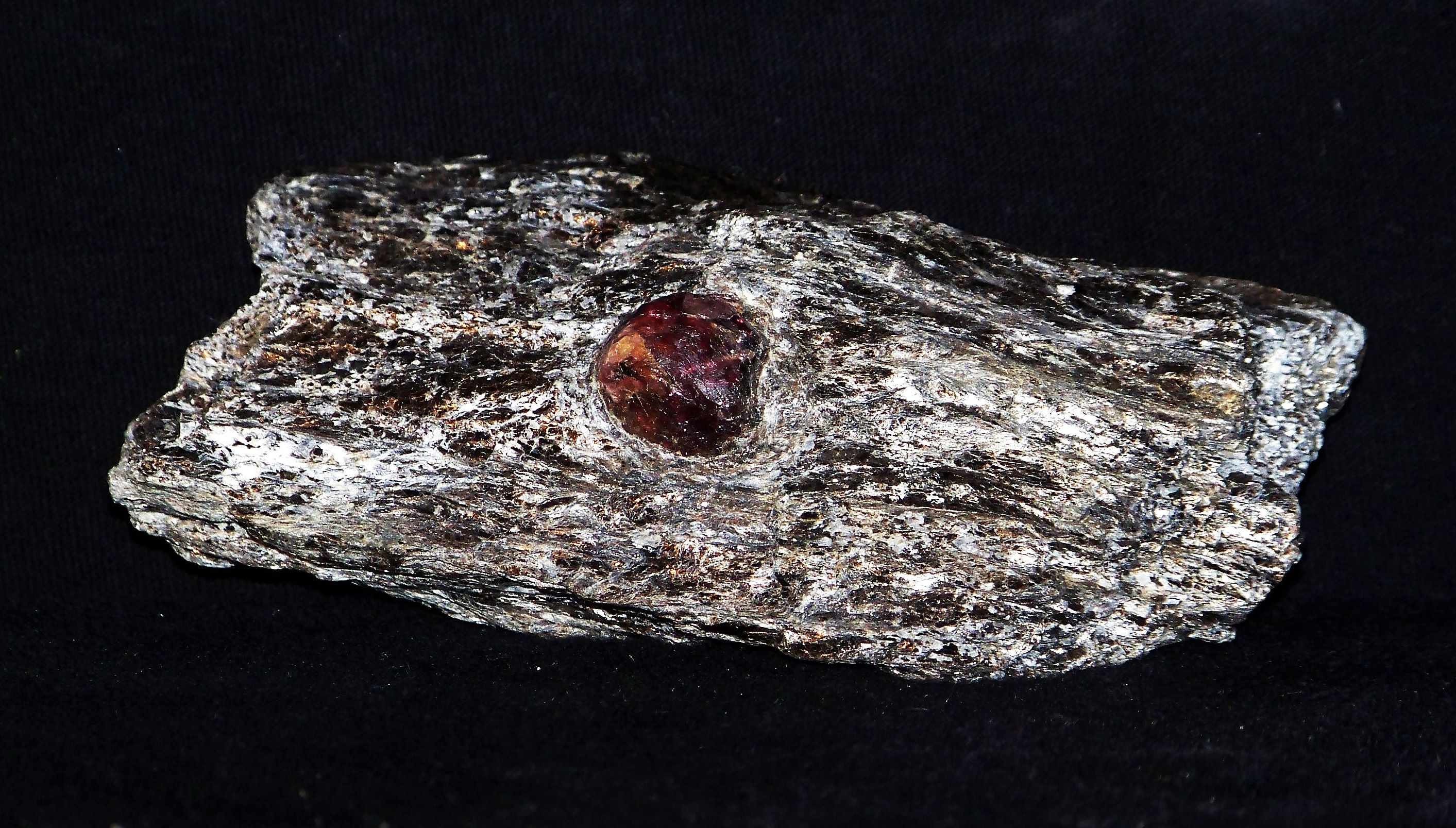
border
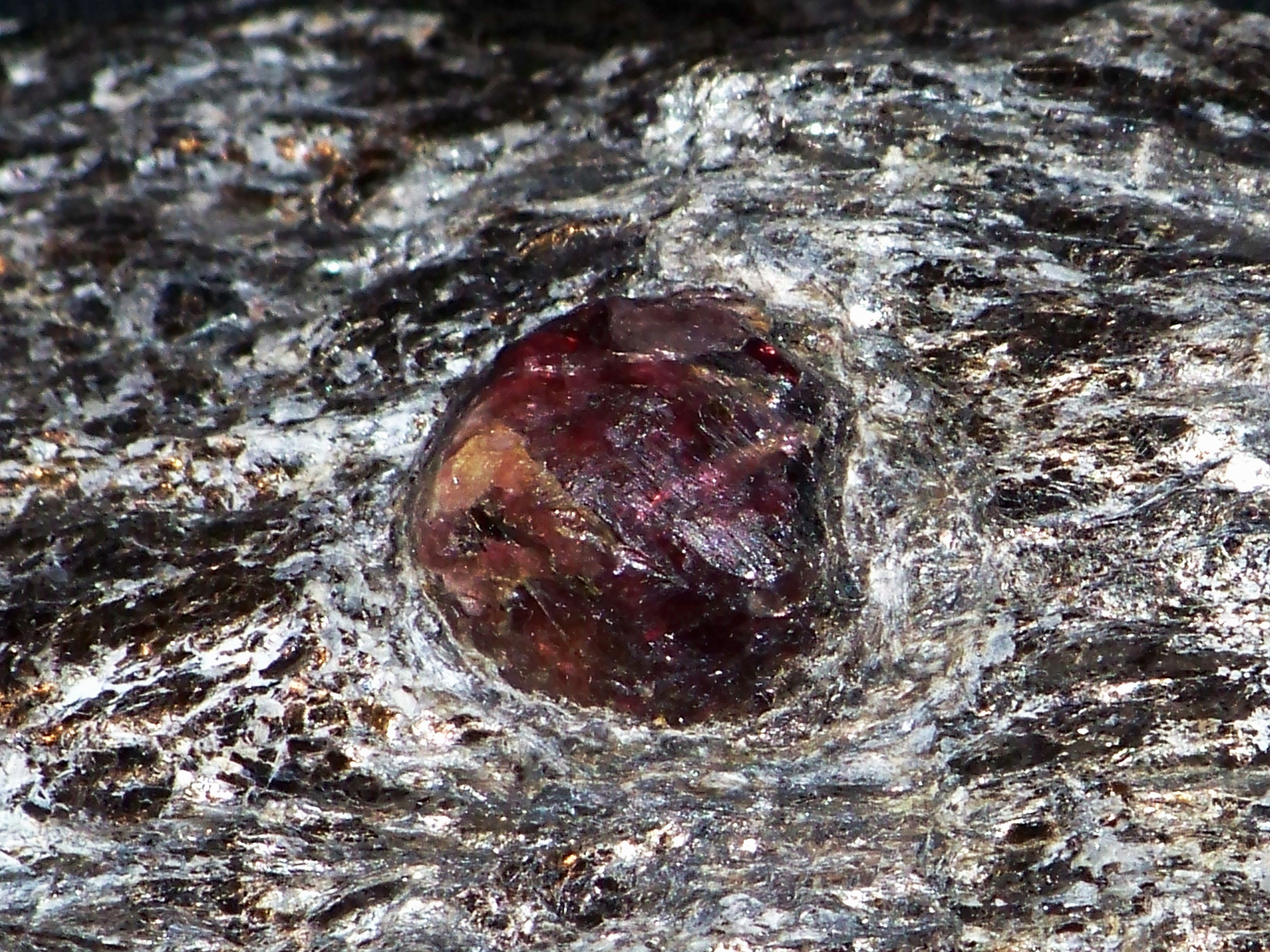
border
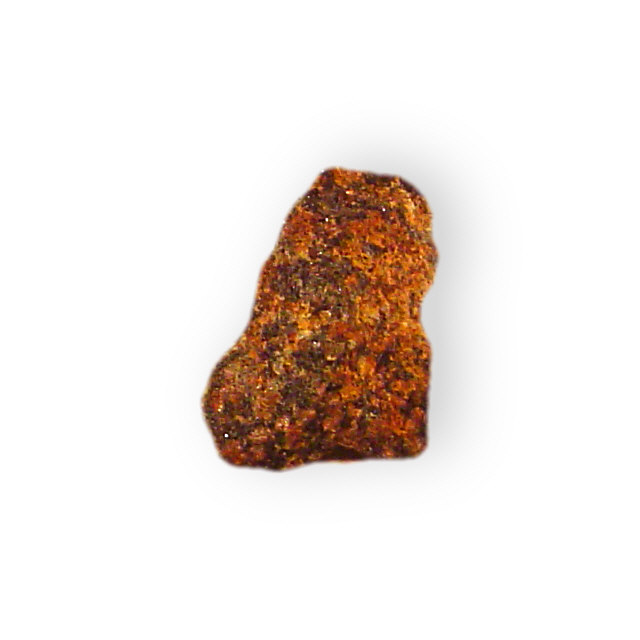
У породі
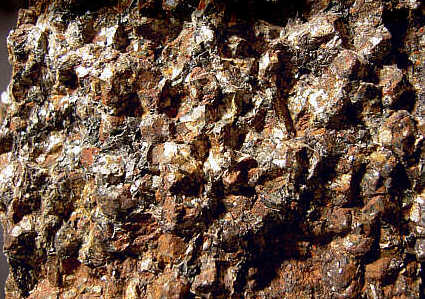
У породі